# Thorsten Legat
Thorsten Legat (ur. 7 listopada 1968 w Bochum) – niemiecki piłkarz. Występował na pozycji pomocnika.

## Kariera
Legat profesjonalną karierę rozpoczynał w VfL Bochum. Zadebiutował tam 6 września 1986 w zremisowanym 1-1 pojedynku z Borussią Mönchengladbach, rozegranym w ramach rozgrywek Bundesligi. Nie wywalczył tam sobie jednak miejsca w wyjściowej jedenastce. W debiutanckim sezonie 1986/1987 w barwach VfL rozegrał siedem ligowych spotkań. 17 listopada 1987 strzelił pierwszego gola w zawodowej karierze. Było to w zremisowanym 4-4 meczu z FC Homburgiem. W sezonie 1987/1988 dotarł z klubem do finału Pucharu Niemiec, gdzie ulegli 0-1 Eintrachtowi Frankfurt. W pierwszym składzie ekipy z Ruhrstadion zaczął regularnie grywać od początku sezonu 1988/1989. Łącznie spędził tam pięć lat. W tym czasie zagrał tam 107 razy i zdobył 9 bramek.
W 1991 roku odszedł do Werderu Brema. Pierwszy występ zaliczył tam 3 sierpnia 1991 w zremisowanym 1-1 ligowym spotkaniu z Bayernem Monachium. W pierwszym sezonie, po pokonaniu w finale 2-0 AS Monaco, Legat sięgnął z klubem Puchar Zdobywców Pucharów. W 1993 roku zdobył z Werderem mistrzostwo Niemiec, a rok później Puchar Niemiec.
W 1994 roku przeszedł do innego pierwszoligowca – Eintrachtu Frankfurt. Zadebiutował tam 20 sierpnia 1994 w bezbramkowo zremisowanym ligowym meczu z 1. FC Köln. W debiutanckim sezonie Legat grał z Eintrachtem w Pucharze UEFA, w którym dotarli do ćwierćfinału, gdzie ulegli w dwumeczu 1-4 Juventusowi. Natomiast w rozgrywkach ligowych Legat wystąpił 22 razy i zdobył dwie bramki, a jego klub uplasował się w nich na dziewiątej pozycji. Po zakończeniu sezonu odszedł z klubu.
Został zawodnikiem VfB Stuttgart. Pierwszy występ zanotował tam 17 lutego 1996 w wygranym przez jego zespół 4-3 ligowym spotkaniu z Bayerem Uerdingen. W barwach nowego klubu nie wywalczył sobie jednak miejsca w wyjściowej jedenastce i pełnił rolę rezerwowego. W 1997 roku wywalczył z klubem Puchar Niemiec. W tym samym roku piłkarze ze Stuttgartu dotarli do finału Pucharu Ligi Niemieckiej, gdzie przegrali 0-2 z Bayernem Monachium. Rok później w finale tych rozgrywek ponownie ulegli Bayernowi Monachium, tym razem 0-4. Wystąpili także w finale Pucharu Zdobywców Pucharów, w którym zostali pokonani przez Chelsea F.C. 1-0. W VfB Stuttgart grał do 1999 roku. W tym czasie Legat rozegrał tam 40 spotkań.
Jego ostatnim klubem w karierze było FC Schalke 04. Przez dwa sezony wystąpił tam w czterech meczach. W 2001 roku został z klubem wicemistrzem Niemiec, a także wygrał rozgrywki Pucharu Niemiec. W tym samym roku postanowił zakończyć karierę.
Po zakończeniu kariery, w latach 2005–2006 był asystentem w młodzieżowej drużynie Werderu Brema.